# Wheeler H. Bristol
Wheeler Hutchison Bristol (* 16. Januar 1818 in Canaan, New York; † 21. November 1904 in DeLand, Florida) war ein US-amerikanischer Ingenieur, Eisenbahnmanager und Politiker. Er war von 1868 bis 1871 Treasurer of State von New York.

## Werdegang
Wheeler Hutchison Bristol, Sohn von Sally Hutchinson und George Bristol, wurde ungefähr drei Jahre nach dem Ende des Britisch-Amerikanischen Krieges im Columbia County geboren. Über seine Jugendjahre ist nichts bekannt. Am 5. Oktober 1848 heiratete er Mary Ann Worthington. Er wurde 1867 zum Treasurer of State von New York gewählt und bekleidete den Posten von 1868 bis 1869. Sein Anwesen in Glen Mary in Oswego (New York), welches er von Nathaniel Parker Willis erworben hatte, der dort zwischen 1837 und 1842 lebte, wurde 1886 ausgeraubt, als Bristol sich in Florida aufhielt.